# Israel Jiménez
Israel Sabdi Jiménez Nañez, född 13 augusti 1989 i Monterrey, är en mexikansk fotbollsspelare som spelar för Tigres de la UANL. 
Han tog OS-guld i herrfotbollsturneringen vid de olympiska fotbollsturneringarna 2012 i London. 